# Gomamon
Gomamon (ゴマモン?) è un Digimon di livello intermedio del media franchise giapponese Digimon, che comprende anime, manga, giocattoli, videogiochi, carte collezionabili e altri media.
"Gomamon" è il nome che condividono tutti i membri di questa particolare specie Digimon. Ci sono numerosi Gomamon diversi che appaiono in varie serie anime e manga di Digimon.
L'apparizione più conosciuta di Gomamon è quella nell'anime Digimon Adventure come Digimon partner di Joe Kido.
Il Gomamon di Digimon Adventure appare anche nella serie sequel Digimon Adventure 02 e in tutti i film relativi ad Adventure e Adventure 02. Compare, inoltre, in Digimon Adventure tri. e Digimon Adventure: Last Evolution Kizuna.
È un Digimon acquatico, somigliante ad una foca.
Gomamon è doppiato in giapponese da Junko Takeuchi e in italiano da Davide Lepore in Adventure, Adventure 02 e in Last Evolution Kizuna e da Gianluca Crisafi in Fusion Battles.

## Aspetto e caratteristiche
Il nome "Gomamon" deriva parzialmente dalla parola giapponese "gomafu", che significa "foca", e dal suffisso "-mon" (abbreviazione di "monster") che tutti i Digimon hanno alla fine del loro nome. "Gomamon" significa quindi "mostro simile ad una foca".
Gomamon è una creatura simile ad una giovane foca bianca senza naso, con occhi verdi e lunghe orecchie e coda. Ha un muso sinuoso a forma di W con due denti che ne fuoriescono. Ha dei segni viola su buona parte del suo corpo ed una criniera rosso-arancione che termina sul retro della testa del Digimon. Ha grandi artigli visibili che usa per il combattimento contro altri Digimon quando è furioso. Con questi può spaccare un blocco spesso di ghiaccio con un solo colpo.
La sua calda pelliccia gli permette di vivere in ambienti anche estremamente freddi. Gomamon è un Digimon molto affidabile, ma tende a prendere la vita troppo poco sul serio e ad immischiarsi in ogni affare si imbatta. Ha la facoltà di comprendere ed impartire ordini ai pesci comuni.

## Apparizioni
Gomamon appare per la prima volta come Bukamon, rincorrendo Joe Kido e cercando apparentemente di farselo amico, anche se il ragazzo sembra inizialmente spaventato. Bukamon presto digievolve Gomamon durante la battaglia contro Kuwagamon, e quando i Digiprescelti cadono dalla rupe dopo l'attacco di Kuwagamon è Gomamon a salvare il gruppo, usando i suoi Pesci d'Assalto per creare una sorta di zattera fatta di pesci che li trasporta sulla riva del fiume in cui i ragazzi sono caduti. Con il proseguire della serie, Gomamon digievolve in altre forme più forti per aiutare i Digiprescelti.
Nella serie Gomamon è un po' il burlone del gruppo, provvedendo spesso ad alleggerire le situazioni con un po' di umorismo. All'inizio questo suo atteggiamento non riscontrava molto successo in Joe, sempre troppo serio. Tuttavia i due diventano buoni amici poiché Gomamon dimostra a Joe che l'essere serio tutto il tempo non è la cosa migliore da fare, e che alcune cose nella vita necessitano di essere affrontate con ironia.
In Adventure 02 Gomamon compare con un ruolo minore. È uno dei Digimon che danno il loro aiuto ai nuovi Digiprescelti. Verso la fine della serie Gomamon torna nel mondo reale come alleato per aiutare i numerosi Digimon entrati a loro volta nel mondo reale. Insieme a Joe, Cody e Armadillomon, Gomamon si reca in Australia, dove lui e gli altri raggruppano i Digimon arrivati lì e li rispediscono a Digiworld. Viene successivamente visto murare il Digivarco di Hikarigaoka e nella battaglia finale contro MaloMyotismon.
In Digimon Adventure tri., Gomamon, insieme agli altri Digimon e ai Digiprescelti della prima generazione, ritorna tra i protagonisti. Nel primo film della serie, infatti, i Digiprescelti sono chiamati a difendere il mondo reale dagli attacchi di Digimon infetti. Joe, però, è impegnato con lo studio ed è in difficoltà nella preparazione degli esami di ammissione e non intende tornare a combattere. Gomamon si trasferisce a casa sua. Nel secondo film, sentendosi un peso per Joe, lo abbandona, trasferendosi con gli altri Digimon nello studio di Koushiro (Izzy). I due successivamente hanno un'accesa discussione al festival scolastico e si separano. Mentre Joe sta tornando a casa, Ken Ichijouji, nelle vesti dell'Imperatore Digimon, attraverso una distorsione, rapisce Meicoomon. Gomamon, senza paura, segue Palmon e Leomon nella distorsione per andare in soccorso del nuovo compagno. L'Imperatore ha dalla sua Imperialdramon, in versione oscura, e Gomamon, non potevo digievolvere senza Joe, è in seria difficoltà. Hikari (Kari) intanto raggiunge Joe e gli fa notare quanto anche Gomamon abbia i suoi stessi dubbi, ma che loro due sono stati scelti insieme come partner. Joe ritorna a sostenere incondizionatamente Gomamon che, così, per la prima volta, megadigievolve Vikemon, riuscendo, insieme a Leomon e Rosemon, a sconfiggere Imperialdramon.

## Altre forme
Il nome "Gomamon" si riferisce solo alla forma di livello intermedio di questo Digimon. Durante la serie, Gomamon riesce a digievolvere in un certo numero di forme più potenti, ognuna con nome ed attacchi speciali diversi. Tuttavia, il livello intermedio è la sua forma di preferenza, nonché quella in cui passa la maggior parte del tempo, a causa della più alta quantità di energia richiesta per rimanere ad un livello più alto.

### Pichimon
Pichimon (ピチモン?, Pitchmon) è la forma al livello primario di Gomamon. Il nome "Pichimon" viene dalla parola giapponese "pichipichi", che indica un pesce che saltella. Il suo nome significa quindi "mostro che somiglia ad un pesce che saltella".
È uno dei Digimon più piccoli ed ha la forma di un pesce con due pinne, due lunghe antenne ed occhi rossi. Sulla schiena presenta una serie di protuberanze allineate.
Pichimon appare in Adventure durante un flashback di quando i Digimon prescelti si schiusero dalle loro Digiuova.

### Bukamon
Bukamon (ブカモン?, Pukamon) è la forma al livello primo stadio di Gomamon. Il suo nome giapponese, Pukamon, deriva dall'onomatopea giapponese "pukapuka", che indica il suono del fluttuare. "Bukamon" significa quindi "mostro che fluttua". In malese "buka" significa anche "aperto".
Bukamon è un Digimon che assomiglia ad un piccolo drago marino grigio. Ha petto e stomaco bianchi, occhi blu ed un alto ciuffo di capelli rosso-arancioni in testa. Tenendo fede al suo nome si muove fluttuando nell'aria, anche se probabilmente, date le lunghe pinne e la coda, è perfettamente in grado di nuotare.
Joe incontra il suo Digimon partner Bukamon quando arriva per la prima volta a Digiworld. Bukamon presto digievolve in Gomamon per proteggere Joe dall'attacco di un Kuwagamon. Dopo questo evento, Gomamon regredisce al livello primo stadio solamente quando dedigievolve da Zudomon.

### Ikkakumon
Ikkakumon (イッカクモン?) è un Digimon acquatico e la Digievoluzione al livello campione di Gomamon. Il suo nome viene dalla parola giapponese "ikkaku", che significa "corno singolo". "Ikkakumon" significa, quindi, "mostro dal singolo corno".
È una grande e pelosa creatura simile ad un tricheco, con occhi azzurri, un corno nero sulla testa e tre artigli rossi ad ogni zampa. È un nuotatore molto abile. La sua bianca pelliccia può sopportare la più fredda delle temperature.
Gomamon digievolve per la prima volta in Ikkakumon per proteggere Joe da un Unimon, posseduto da un Ingranaggio Nero. Da allora, Ikkakumon combatte contro diversi nemici come Devimon, Etemon e gli scagnozzi di Myotismon. Oltre che in battaglia, la mole e l'abilità natatoria di Ikkakumon servono anche a trasportare i Digiprescelti attraverso specchi d'acqua.
Quando l'Imperatore Digimon mette in atto i suoi piani di conquista del mondo digitale, Gomamon aiuta i nuovi ragazzi apparendo per combattere Ebidramon, MegaSeadramon e anche BlackWarGreymon.

### Zudomon
Zudomon (ズドモン?) è un Digimon acquatico e forma al livello evoluto di Gomamon. Il suo nome viene dalla parola giapponese "zudon", che indica il rumore di un battito sordo. "Zudomon", quindi, si può tradurre come "mostro che colpisce in modo sordo".

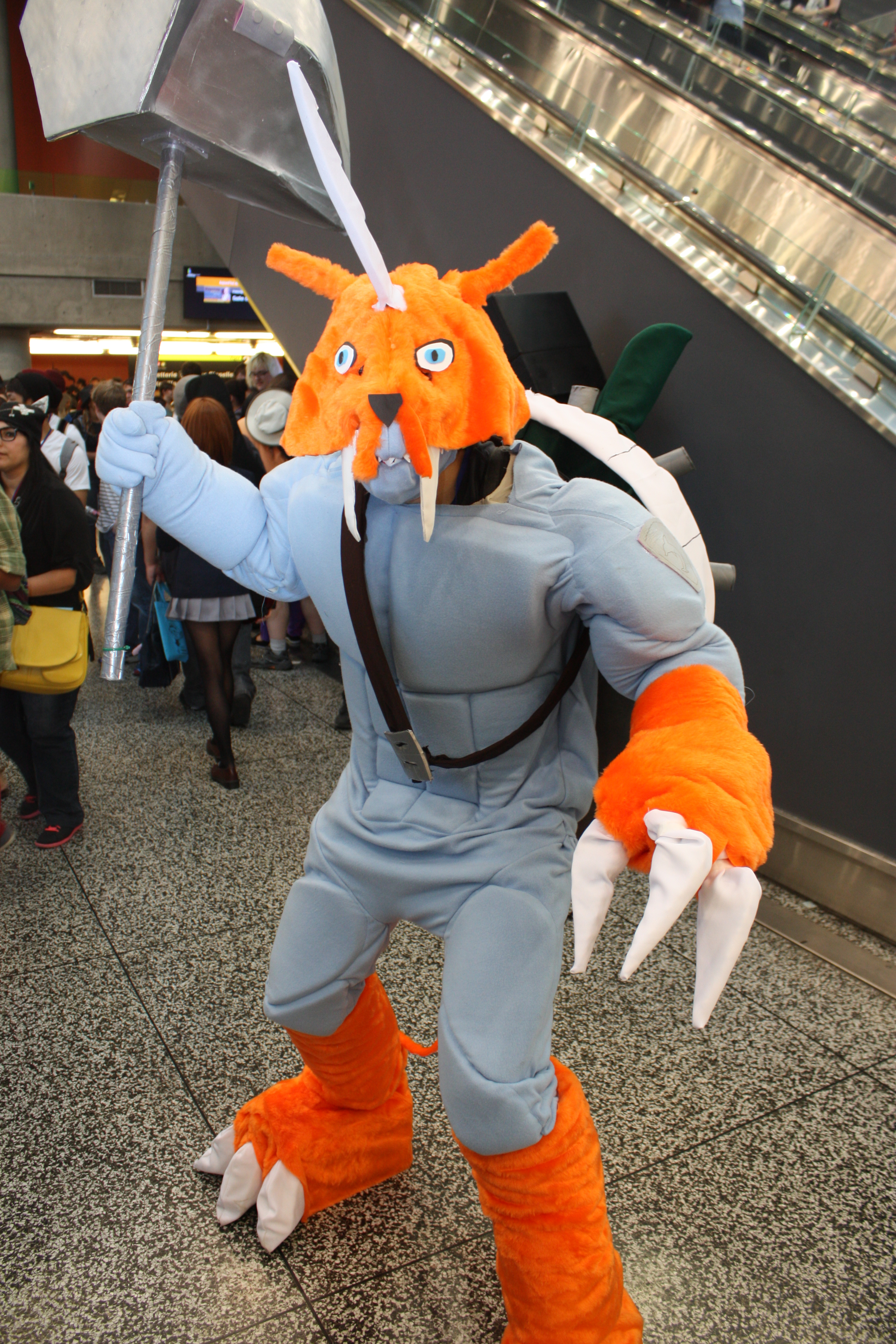
Cosplay di Zudomon

Assomiglia ad un enorme tricheco grigio ed arancione con indosso un guscio di tartaruga verde con grossi spuntoni; solitamente porta con sé un grosso martello di metallo Digiclonoide; il corno color avorio presente sulla sua testa può assorbire elettricità. La presenza del martello e la capacità del Digimon di assorbire elettricità possono facilmente costituire una citazione del dio nordico del tuono, Thor. Il fatto che la sua prima battaglia sia contro MegaSeadramon, facilmente rimandabile al leggendario serpente marino Jörmungandr, rafforzano questa ipotesi.
Zudomon compare per la prima volta il 3 agosto 1999 quando Myotismon isola Odaiba dal resto di Tokyo così da permettere ai suoi tirapiedi di radunarne la popolazione. Sulla strada di Odaiba, passando per la Baia di Tokyo sul dorso di Ikkakumon, Joe e TK incontrano un MegaSeadramon mentre attraversano il Rainbow Bridge. Joe capisce di dover anteporre il benessere di TK al proprio e lo salva dall'affogamento, a costo della propria vita. Ciò permette alla sua Digipietra di brillare, così da far superdigievolvere Ikkakumon in Zudomon, che salva Joe, sconfigge MegaSeadramon, libera Wizardmon e viene coinvolto nella battaglia finale contro Myotismon stesso. Zudomon diventa un alleato necessario per combattere i Padroni delle Tenebre, MetalEtemon e Apokarimon.
Quando Joe usa il potere della sua Digipietra per liberare i Digimon Supremi, Gomamon perde il potere di diventare Zudomon. Ciò fino a tre anni più tardi, quando, il giorno di Natale, Gomamon e gli altri Digimon della generazione originale ricevono un incremento di potere da uno dei dodici Digicuori Iridescenti di Azulongmon. Zudomon, insieme a Submarimon e ai loro partner umani, va a Sydney per aiutare i Digiprescelti australiani e dell'Oceano Pacifico con il caos causato da diversi Digimon acquatici. Tuttavia, durante il combattimento contro SkullSatamon delle Armate di Demon, Zudomon, dopo essere stato sconfitto insieme agli altri Digimon di livello evoluto, regredisce al livello intermedio a causa della troppa energia consumata per la permanenza troppo prolungata nel mondo reale.

### Vikemon
Vikemon (ヴァイクモン?) è la forma al livello mega di Gomamon. Il suo nome e il suo aspetto si ispirano ai guerrieri vichinghi.
Vikemon è un tricheco antropomorfo simile ad un vichingo con un elmo a 2 corna, armato di 2 palle di ferro attaccate negli scudi posti nelle sue spalle.
Vikemon compare per la prima volta nella serie Digimon Adventure tri., ambientata nel 2005, quando l'Imperatore Digimon rapisce Meicoomon. Secondo Koushiro (Izzy), la digievoluzione, insieme a quella di Rosemon, è preannunciata da una misteriosa profezia che egli ha ricevuto via mail. La digievoluzione al livello mega è comunque avvenuta solo quando Joe si è liberato da tutti i suoi dubbi, fornendo a Gomamon il proprio sostegno incondizionato. Vikemon, insieme a Rosemon e Leomon, riuscirà a sconfiggere Imperialdramon in versione oscura, liberando Meicoomon.

## Character song
Gomamon ha l'image song "Muteki na Bataashi" ("Un invincibile calcio fluttuante") e un'altra con Joe (Masami Kikuchi) chiamata "Sora wo Kurooru" ("Nuota per il cielo"). In Digimon Adventure Tri. ne possiede una seconda, intitolata "You can".

## Accoglienza
Twinfinite ha classificato Gomamon come il quarto miglior Digimon dei Digiprescelti originali. Jeremy Gill di ReelRundown ha classificato Vikemon come l'ottava miglior Megadigievoluzione dei Digimon originali. Honey's Anime ha considerato Gomamon come l'ottavo personaggio più adorabile della serie.